# T'as vu ?
Albums de Michaël Youn
Anthologigi
(2002)
T'as vu ? est le premier album de Fatal Bazooka, rappeur savoyard joué par Michaël Youn offrant un total de 19 chansons mêlant humour et ridicule à la musique actuelle dans notamment le milieu du rap, du R&B, et du ragga. Depuis 2006, cinq singles sont extraits : Fous ta cagoule, Mauvaise foi nocturne, J'aime trop ton boule, Trankillement et Parle à ma main.
La sortie de l'album coïncide d'ailleurs à celle du premier album du rappeur humoristique Kamini, se nommant Psychostar World. On peut également noter la présence de Vincent Desagnat sur T'as vu, Fous ta cagoule, Viens bégère, Mc Chamallow, Mc Introveri, Mc Quebec City, Viva Bazooka, Trankillement et Crêpes au froment. Benjamin Morgaine est présent sur T'as vu, Fous ta cagoule, Mc Chamallow, Mc Introverti, Mc Québec City, Mauvaise foi nocturne, Chienne de vie et Crêpes au froment. Enfin, Pascal Obispo sous le nom de Vitoo dans Mauvaise foi nocturne.

## Pistes de l'album
| 1.  | Intro : T'as vu (avec Cut Skieur)                                                                                         | 1:37 |
| 2.  | Fous ta cagoule | 3:25 |
| 3.  | Viens bégère | 3:47 |
| 4.  | J'aime trop ton boule | 3:37 |
| 5.  | Mc Chamallow | 1:06 |
| 6.  | Viva Bazooka | 4:37 |
| 7.  | Saturday Night Kebab | 3:34 |
| 8.  | Ouais ma gueule | 3:42 |
| 9.  | Ego trip | 4:16 |
| 10. | Mc Introverti | 0:39 |
| 11. | Mauvaise foi nocturne (avec Vitoo)                                                                                        | 6:07 |
| 12. | Sale connasse | 3:57 |
| 13. | Chienne de vie (avec Tristesse au Soleil)                                                                                 | 3:44 |
| 14. | C'est une pute | 1:34 |
| 15. | Auto-clash | 4:52 |
| 16. | Mc Québec City | 1:45 |
| 17. | Parle à ma main (avec Yelle & Christelle)                                                                                 | 4:12 |
| 18. | Trankillement | 3:26 |
| 19. | « Bonus » : Crêpes au froment (version de "Fous ta cagoule" ayant pour thème la nourriture bretonne, avec Finistère Amer) | 5:56 |

DVD
1. Making of T'As vu dedans
2. Fous ta cagoule + Fous ta cagoule (remix)
3. Mauvaise foi nocturne

## Nomination
Cet album a été nommé aux Victoires de la musique 2008 catégorie meilleur album de musiques urbaines.